# 편능형

편능형은 모서리 길이가 두 개이고 직각이 없는 평행사변형이다.

전통적으로 2차원 기하학에서 편능형(Rhomboid)은 인접한 변의 길이가 동일하지 않고 각도가 직각이 아닌 평행사변형이다. 편능형과 평행사변형(parallelogram)이라는 용어는 서로 잘못 혼동되는 경우가 많다(즉, 대부분의 사람들이 "평행사변형"을 언급할 때 거의 항상 평행사변형의 특정 하위 유형인 편능형을 의미함). 그러나 모든 편능형은 평행사변형이지만 모든 평행사변형이 편능형은 아니다.
변의 길이가 같은 평행사변형(정변)은 마름모이지만 편능형은 아니다.
모서리가 직각인 평행사변형은 직사각형이지만 편능형은 아니다.
편능형이라는 용어는 현재 능면체 또는 보다 일반적인 평행육면체에 더 자주 사용된다. 각 면은 평행사변형이고 반대편 면의 쌍은 평행 평면에 놓여 있는 6개의 면을 가진 입체형이다. 일부 결정은 3차원 편능형로 형성된다. 이 입체는 편능형 프리즘(rhombic prism)이라고도 한다. 이 용어는 2차원 및 3차원 의미를 모두 언급하는 과학 용어에서 자주 사용된다.